# Старотеризморгское сельское поселение
Старотеризморгское се́льское поселе́ние — муниципальное образование в Старошайговском районе Мордовии Российской Федерации.
Административный центр — село Старая Теризморга.

## История
Статус и границы сельского поселения установлены Законом Республики Мордовия от 28 декабря 2004 года № 126-З «Об установлении границ муниципальных образований Старошайговского района, муниципального образования Старошайговский район и наделении их статусом сельского поселения и муниципального района»
Законом от 17 мая 2018 года N 48-З Шуварское, Восходское, Рязановское сельские поселения и сельсоветы были упразднены, а входившие в их состав населённые пункты были включены в состав Старотеризморгского сельского поселения и сельсовета с административным центром в селе Старая Теризморга.

## Население
| 2002 | 2010 | 2012  | 2013  | 2014  | 2015 | 2016 |
| ---- | ---- | ----- | ----- | ----- | ---- | ---- |
| 926  | ↘849 | ↘819  | ↘792  | ↘763  | ↘747 | ↘726 |
| 2017 | 2018 | 2019  | 2020  | 2021  |      |      |
| ↘704 | ↘696 | ↗1335 | ↘1306 | ↗1356 |      |      |

## Состав сельского поселения
| № | Населённый пункт  | Тип населённого пункта       | Население |
| - | ----------------- | ---------------------------- | --------- |
| 1 | Акшов             | село                         | ↘5        |
| 2 | Восход            | посёлок                      | ↘231      |
| 3 | Оржевка           | посёлок                      | ↘1        |
| 4 | Поруб             | посёлок                      | ↘2        |
| 5 | Ровный            | посёлок                      | ↘29       |
| 6 | Рязановка         | село                         | ↘193      |
| 7 | Старая Теризморга | село, административный центр | ↘842      |
| 8 | Шувары            | село                         | ↘285      |